# Соловейка (Нижегородская область)

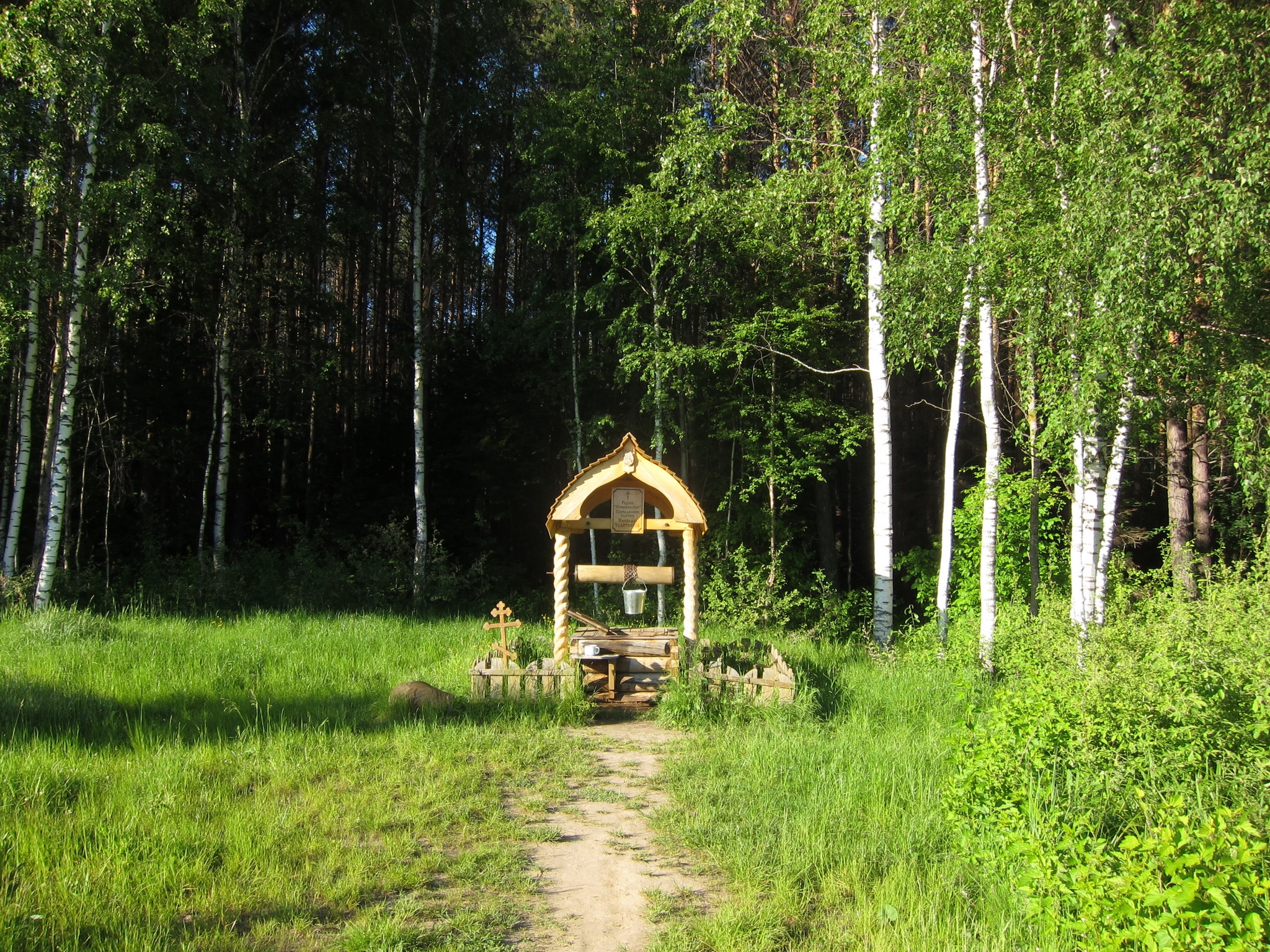
Соловейка, родник «Николаевский»

Соловейка — посёлок в Арзамасском районе Нижегородской области. Входит в состав Абрамовского сельсовета.

## Общие сведения
Располагается в 3,5 км к северу от Арзамаса. Одноимённая железнодорожная станция на однопутной электрифицированной линии Нижний Новгород—Арзамас.

## Население
| 1999 | 2002 | 2010 |
| ---- | ---- | ---- |
| 59   | ↘37  | ↘28  |

## Улицы
- Лесная ул.
- Мира ул.
- СДТ 18 тер.
- Центральная
- Родниковая ул.

## Достопримечательности
В 120 м севернее посёлка, на опушке леса расположен родник «Николаевский». Источник освящен в честь святителя Николая, над ним поставлен деревянный сруб.